# Communauté de communes du Pays de l’Orne
Die Communauté de communes du Pays de l’Orne ist ein ehemaliger französischer Gemeindeverband mit der Rechtsform einer Communauté de communes im Département Meurthe-et-Moselle in der Region Grand Est. Sie wurde am 28. Dezember 2000 gegründet und umfasste neun Gemeinden. Der Verwaltungssitz befand sich im Ort Auboué.

## Historische Entwicklung
Mit Wirkung vom 1. Januar 2017 fusionierte der Gemeindeverband mit
- Communauté de communes du Jarnisy und
- Communauté de communes du Pays de Briey

und bildete so die Nachfolgeorganisation Communauté de communes des Pays de Briey, du Jarnisy et de l’Orne.

## Ehemalige Mitgliedsgemeinden
1. Auboué
2. Batilly
3. Hatrize
4. Homécourt
5. Jœuf
6. Jouaville
7. Moineville
8. Moutiers
9. Valleroy